# Renner-Buben
Die Renner-Buben, Vater Franz Renner (* 2. November 1866 in Klagenfurt; † 1. Juni 1912 in Graz) und die Söhne Alexander Renner (* 29. Mai 1892 in Reval, heute Tallinn; † 1. März 1966 in Graz) und Anatol Renner (* 2. Jänner 1890 in Minsk; † 1982), waren Teil einer Grazer Artistenfamilie und zählen zu den Pionieren der österreichischen Luftfahrtgeschichte.
In Fachkreisen ist die Bezeichnung „Renner-Buben“ für Vater Franz sowie seine Söhne Alexander und Anatol („Doli“) unüblich, hat sich allerdings in der populären Berichterstattung, vor allem in der Steiermark, durchgesetzt.
Die „Zirkus-Familie“ wird der Stadt Graz zugerechnet, obwohl jedes der Renner-Kinder (drei Söhne und sechs Töchter) der Eheleute Franz und Samara Renner an einem anderen Ort geboren wurde. Der Graz-Bezug ergibt sich wohl wesentlich durch den „bürgerlichen Zweig“ der Renner-Familie, den Bruder von Franz: „Fleischhauermeister und Hausbesitzer“ Matthias Renner.
Anatol erzählte gerne von gefahrenen Motorrad- und Automobilrennen. 1907 sollen die Brüder Alexander und Anatol Flugversuche mit einem Gleitflugzeug absolviert haben. Alexander machte im Ersten Weltkrieg als Jagdflieger von sich reden.

## Luftschifffahrten
1909 startete das Trio erstmals einen „Lenkballon“ namens „Estaric 1“. Damit hatten sie das erste starre Luftschiff der Habsburger Monarchie zum Fliegen gebracht. Das Gerät wurde von einem Motor der späteren Puch-Werke angetrieben. Johann Puch persönlich hatte an diesem Motor mitgewirkt und war an seinem Einsatz sehr interessiert. Die Hülle des Luftschiffes hatte ein Volumen von zirka 700 Kubikmetern. (Rod Filan schrieb im April 2004 in „The Aerodrome Forum“: „the triangular cross-sectioned gondola looks almost identical to a Knabenshue Toledo II, right down to the rudder.“)
Max Mayr zitierte in den „steirischen berichten“ 5/99 einen zeitgenössischen Bericht der „Kleinen Zeitung“:
„Es war reichlich vier Uhr, als der ESTARIC startklar wurde. Riesenaufregung in der Halle. Endlich ist alles soweit. Der gelbe, 30 m lange Koloß kommt aus der Halle. Kommandoworte von Papa Renner. Das Luftschiff wird losgelassen, schwebt jedoch langsam zur Erde. Es ist zu schwer. Noch mehr Sand abwerfen. Neue Probe. Nun hält es in der Luft. Der Motor knattert, der Propeller surrt, das Luftschiff entschwebt. Nun vollzieht sich das unvergeßliche Schauspiel des Hinaufgleitens des mächtigen Schiffsleibes in sein Element. Enthusiastischer Jubel der vielen Tausend, die Musik fällt ein, Alexander und Anatol schwenken oben ihre Mützen. Die erste Fahrt war geglückt. Ihr folgten im Verlauf der folgenden Tage noch weitere acht Fahrten, wobei der ESTARIC wiederholt über Graz manövrierte.“
Dieser Flug hatte am 26. September 1909 während der Grazer Herbstmesse stattgefunden. Am 16. Oktober des gleichen Jahres fand im Wiener Prater eine Demonstration für Kaiser Franz Joseph I. statt. Tags darauf soll es zu einem Fehlversuch gekommen sein. Der Hobby-Historiker Stefan F. Kozelka berichtet, die „Estaric“ sei in Strebersdorf niedergegangen, genauer: in der Strebersdorfer Au. Zu der Zeit hielt man das Gerät noch für einen „Zirkustrick“. Am 30. Oktober 1909 startete das „Luftschiff Estaric I“ vom Gelände des heutigen Südbahnhofmarktes in Linz.
Ein zweites Luftschiff der „Renner-Buben“ trug den Namen „Graz“. Es war rund 62 Meter lang und ist von zwei Escher-Motoren angetrieben worden.

## Ehrungen
In Feldkirchen bei Graz entlang des Flughafens trägt eine Gasse den Namen Rennergasse. Im Ortsteil Windorf der ehemaligen Gemeinde Pirka bei Graz, nunmehr der Gemeinde Seiersberg-Pirka, wo sich die Rennerbuben in einer Villa niederließen, wurde gegenüber dem ehemaligen Wohngebäude eine Gasse „Rennerweg“ benannt.
Heute ist neben der Villa in Windorf eine Wohnsiedlung, deren Anschrift "ESRARICGASSE" lautet.